# 북쪽왕관자리 R

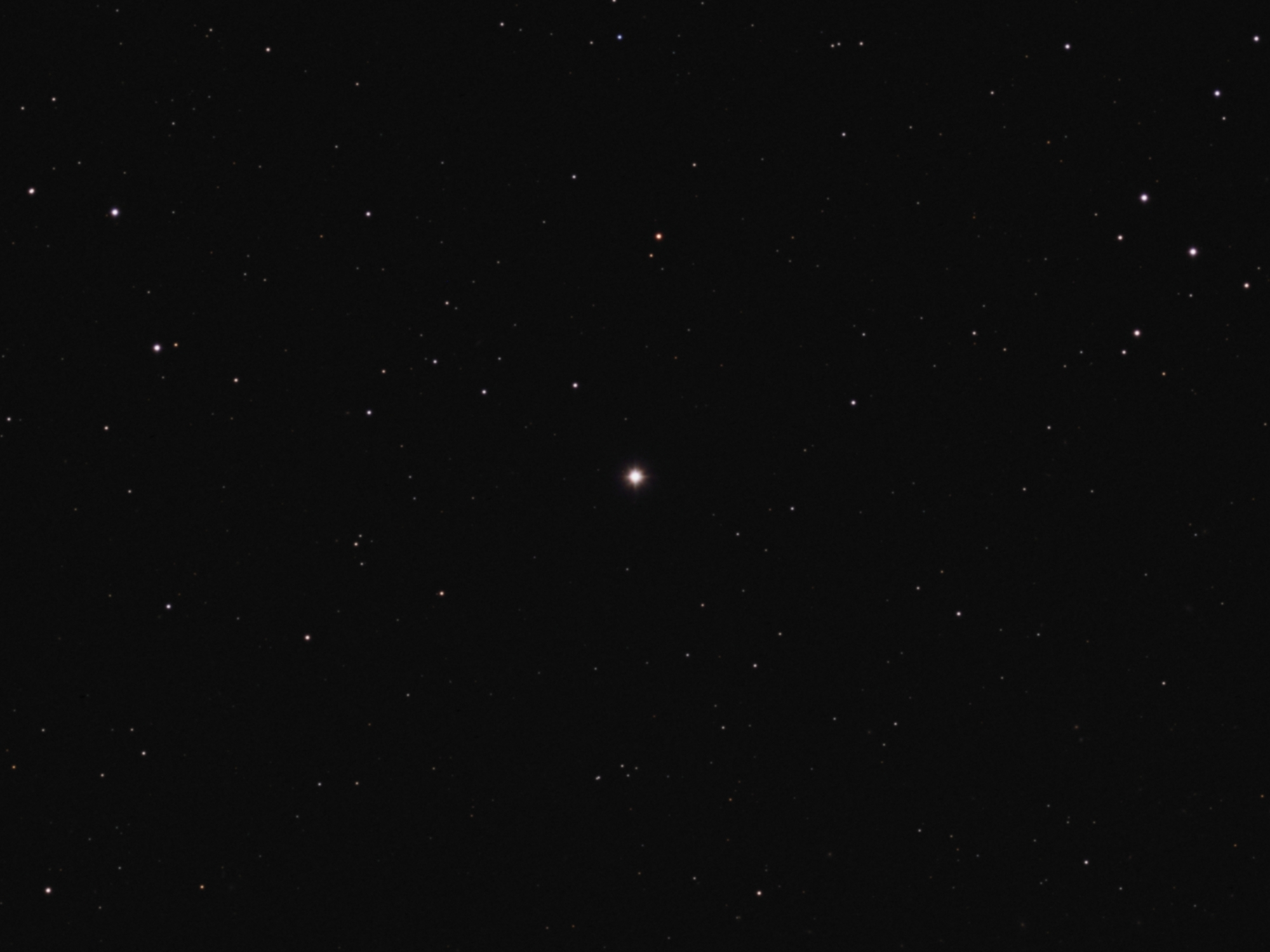

북쪽왕관자리 R은 북쪽왕관자리 방향에 있는 불규칙 변광성으로, 지구에서 약 6,000광년 떨어져 있다. 이 별은 아마추어 관측자들에게 있어 좋은 관측 대상이 되는 변광성이다.

## 특징
1795년 영국의 에드워드 피곳이 이 별을 발견하였다. 이 별은 북쪽왕관자리 R형 변광성의 원형 별로 분광형은 F 또는 G형의 초거성이다. 북쪽왕관자리 R은 수소 대기를 외부로 방출하면서 백색 왜성으로 진화하는 과정에 있는 것으로 보인다. 진화 과정에서 헬륨 섬광 현상을 통해 항성 내부에 있는 탄소 및 기타 물질들을 외부로 방출하는 중에 있다.
1976년부터 2001년까지 UBVJHKLM 측광기를 사용하여 이 별을 분석한 결과 밝기 변화에 특별한 주기는 없는 것으로 드러났다. 다른 변광성들과는 달리 폭발할 때 밝아지는 것이 아니라 어두워진다. 원래 이 별의 밝기는 6등급 정도이지만, 어두워지면 8 ~ 10등급까지 떨어진다. 가장 어두울 때는 14등급까지도 떨어졌다가, 몇 달 후 다시 원래 밝기로 돌아온다. 몇 년 동안 어두운 상태가 지속되기도 한다. 이 별은 급격하게 어두워졌다가, 천천히 원래 밝기로 돌아온다. 이런 양상 때문에 '역(逆)신성' 또는 '갑자기 어두워지는 별(Fade-Out star)'로 불리기도 한다. 급격히 어두워지는 이유는 항성에서 분출된 물질들이 빠르게 응축되어 항성에서 나오는 빛을 가리기 때문이다. ISO/ESA의 관측 결과 이 별은 어두워졌을 때도 적외선 영역에서의 밝기는 크게 변하지 않았으며, 이를 통해 별 주위의 탄소 및 질소가 풍부한 화합물이 항성의 빛을 가리고 있음을 알게 되었다. 항성에서 나온 물질들은 탄소 구름 형태로 응축되어 항성의 지름의 20배 정도 되는 영역까지 확장되어 존재한다.
북쪽왕관자리 R은 1999년 이후 점진적으로 밝아지고 있는 중인데, 이는 별을 가리고 있던 화합물들이 항성의 복사압에 의해 불려 나가면서 본체가 다시 드러나기 때문인 것으로 보인다. R에서 나오는 항성풍의 강도는 시간에 따라 변화하고 있다.
피곳의 발견 이후 북쪽왕관자리 R의 밝기 변화 주기는 계속 짧아지고 있는 것으로 보인다. 평상시의 밝기는 약 6등급으로 날씨가 좋으면 맨눈으로 볼 수 있으며 쌍안경을 이용하면 쉽게 관측이 가능하다.